# St. Nikolaus (Alladorf)

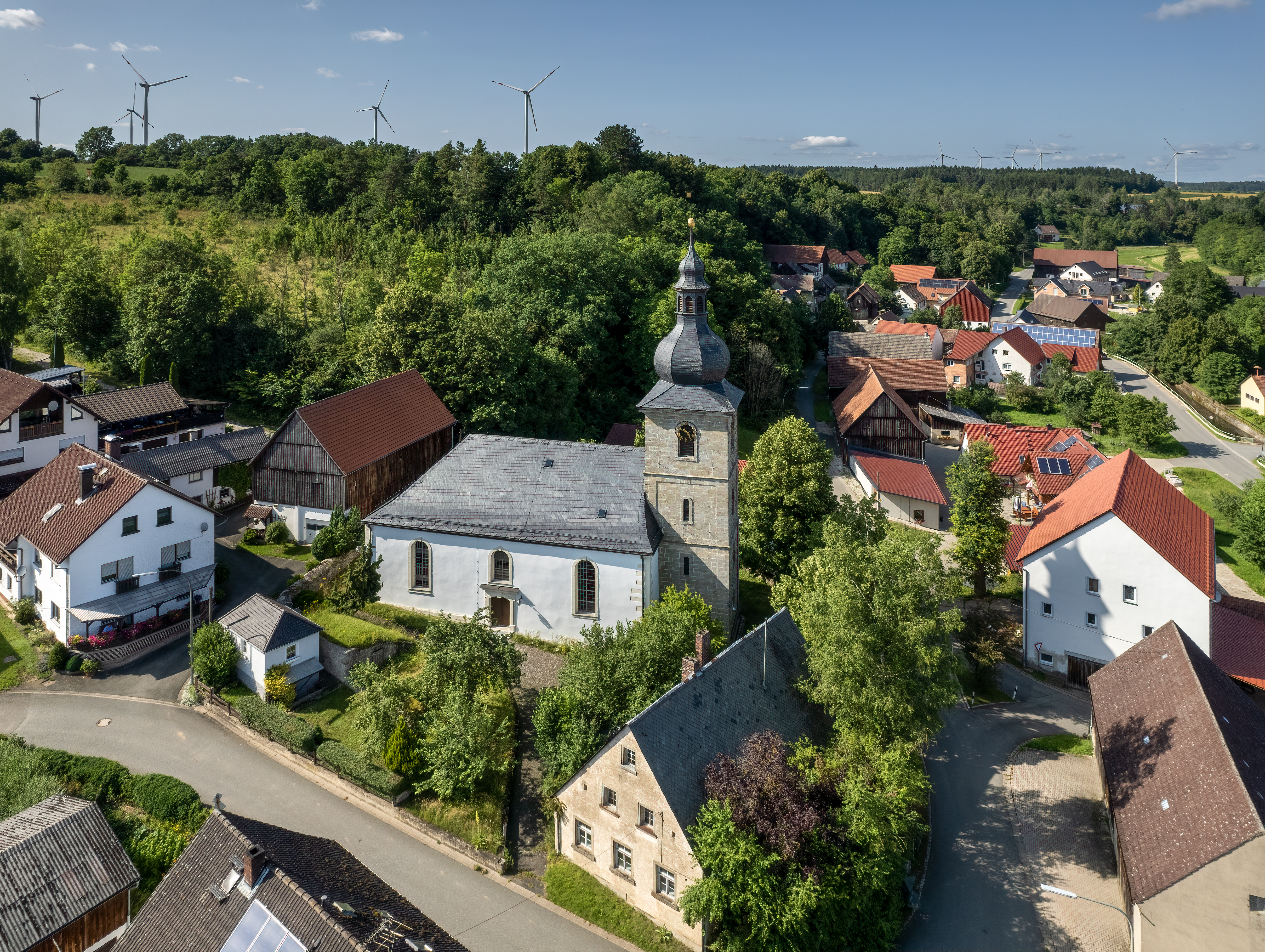
St. Nikolaus (Alladorf)

Die Evangelische Filialkirche St. Nikolaus ist ein denkmalgeschütztes Kirchengebäude, das in Alladorf steht, einem Gemeindeteil des Marktes Thurnau im oberfränkischen Landkreis Kulmbach in Bayern. Das Bauwerk entstand Mitte des 18. Jahrhunderts. Die Kirche gehört zur Kirchengemeinde Trumsdorf der Pfarrei Berndorf/Trumsdorf im Evangelisch-Lutherischen Dekanat Thurnau der Evangelisch-Lutherischen Kirche in Bayern. Namensgeber der Kirche ist Nikolaus von Myra.

## Geschichte und Architektur
Die im Kern mittelalterliche Saalkirche mit einem Chorturm im Osten bestand schon 1445. Alladorf ging 1601 in Flammen auf. Dabei wurde auch die Kirche stark beschädigt. Der Turm war abgebrannt, nur die Kirchenglocken wurden gerettet. Es wurde beschlossen, eine neue Kirche zu bauen. 1742 wurde der Grundstein gelegt, 1743 wurde die Einweihung vorgenommen. Der neue Chorturm wurde aus Quadermauerwerk errichtet und wurde mit einer Welschen Haube mit Laterne bekrönt.

Innenansicht mit Blick auf den Altar

Taufbecken mit Taufengel

## Ausstattung
Für die Kirchenausstattung wurde von der Bayreuther Kirche St. Johannis ein Altar und eine Kanzel abgekauft und zum Kanzelaltar vereinigt. Die Statuetten auf der Kanzel stellen die vier Evangelisten und in der Mitte den Erlöser dar. In einer Wandnische der Westwand stehen drei hölzerne, farbig gefasste Statuetten, die um 1500 entstanden sind, aus einem Altar einer früheren Kirche. Sie stellen den Heiligen Nikolaus als Bischof gekleidet, mit seinem Bischofsstab und den drei goldenen Kugeln dar, eine Mondsichelmadonna mit dem Jesusknaben auf dem Arm und die Heilige Felicitas mit ihrer Märtyrerpalme.

### Emporen
Der Innenraum ist mit Ausnahme der Altarseite mit zwei übereinanderliegenden Emporen ausgestattet. Die obere Empore ist vollständig mit einem Ornamentband aus Akantusranken bemalt. Die untere Empore erzählt in über 30 Bildern vor allem Geschichten aus dem Alten Testament, wie die Erschaffung von Adam und Eva und deren Vertreibung aus dem Paradies, Kain und Abel, David und Goliath oder das Urteil Salomons sowie vereinzelt aus der Apostelgeschichte, wie die Steinigung des Hl. Stephanus (Apg 6 ) oder die Jünglinge im Feuerofen (Dan 3,51 ) aus den Apokryphen.
Der Orgelprospekt der auf der mittleren Empore postierten Orgel ist grau marmoriert, und die Bilder der Orgelempore zeigen einen musizierenden Engel, König David mit der Harfe sowie eine Reihe von Rosenbouquets mit roten Bändern.

### Taufbecken
Das Taufbecken ist laut der Inschriftentafel auf dem Becken eine Stiftung der Dorothea Leiniger von Hambach aus dem Jahr 1785. Das mit einem mehrstufigen, reichdekorierten, farbig gefassten und teilvergoldeten Deckel ausgestattete Becken ist insgesamt rund 2,65 Meter hoch und ruht auf den Schultern eines Taufengels. Die Basis des Deckels bildet ein graziler, kronenartiger Aufsatz, der aus Rocaillen gebildet wird und als Träger für eine Figur des auferstandenen Christus dient. Darüber befindet sich die Kartusche mit den Stiftungsdaten, bekrönt von einer Skulptur des Heiligen Geistes in Gestalt einer Taube.